# Costa Classica (schip, 1991)
De Costa Classica is een cruiseschip van Costa Cruises en werd gebouwd door de scheepswerf Fincantieri. In 2001 en in 2005 kreeg het scheep een grote renovatie. Aan boord bevinden zich 2 restaurants, 9 bars, 2 zwembaden en 4 bubbelbaden.

## Ongevallen
Op 6 juni 2008 botsten de Costa Classica en de MSC Poesia dicht bij Dubrovnik tegen elkaar, in de Adriatische Zee. Dat gebeurde nadat een anker van de Poesia lossloeg. Er waren geen gewonden en de schade aan het schip was beperkt. Beide schepen vervolgden hun reis zonder enig oponthoud.